# Erebia anniviersa
Erebia anniviersa är en fjärilsart som beskrevs av Embrik Strand 1925. Erebia anniviersa ingår i släktet Erebia och familjen praktfjärilar. Inga underarter finns listade i Catalogue of Life.